# Kenneth Bartholomew
Kenneth Eldred „Ken” Bartholomew (ur. 10 lutego 1920 w Leonard, zm. 9 października 2012 w Bloomington) – amerykański łyżwiarz szybki, srebrny medalista olimpijski.

## Kariera
Największy sukces w karierze Kenneth Bartholomew osiągnął podczas igrzysk olimpijskich w Sankt Moritz w 1948 roku, gdzie zdobył srebrny medal w biegu na 500 m. W zawodach tych wyprzedził go jedynie Norweg Finn Helgesen. Drugi stopień podium zajął ex aequo ze swym rodakiem Robertem Fitzgeraldem i Norwegiem Thomasem Bybergiem. Był to jego jedyny start olimpijski. Nigdy nie zdobył medalu na mistrzostwach świata. Bartholomew jest rekordzistą, jeśli chodzi o liczbę zdobytych tytułów mistrza USA w łyżwiarstwie szybkim. Zwyciężał 14 razy w latach: 1939, 1941, 1942, 1947, 1950–1957, 1959 i 1960. Był też mistrzem Ameryki Północnej w latach 1941, 1942 i 1956.